# ライマン博物館

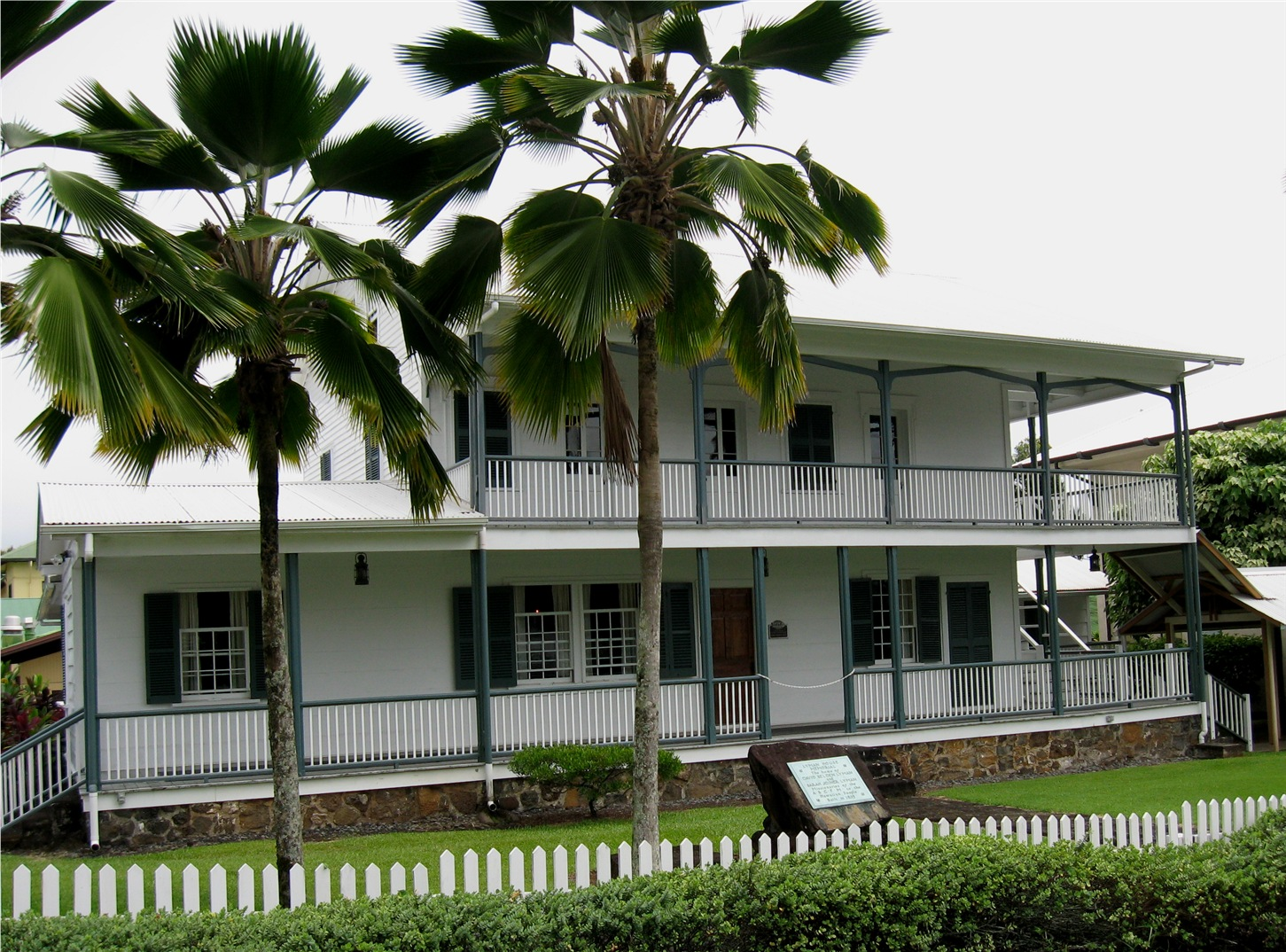
デビッド＆サラ・ライマン夫妻が住んだミッションハウス

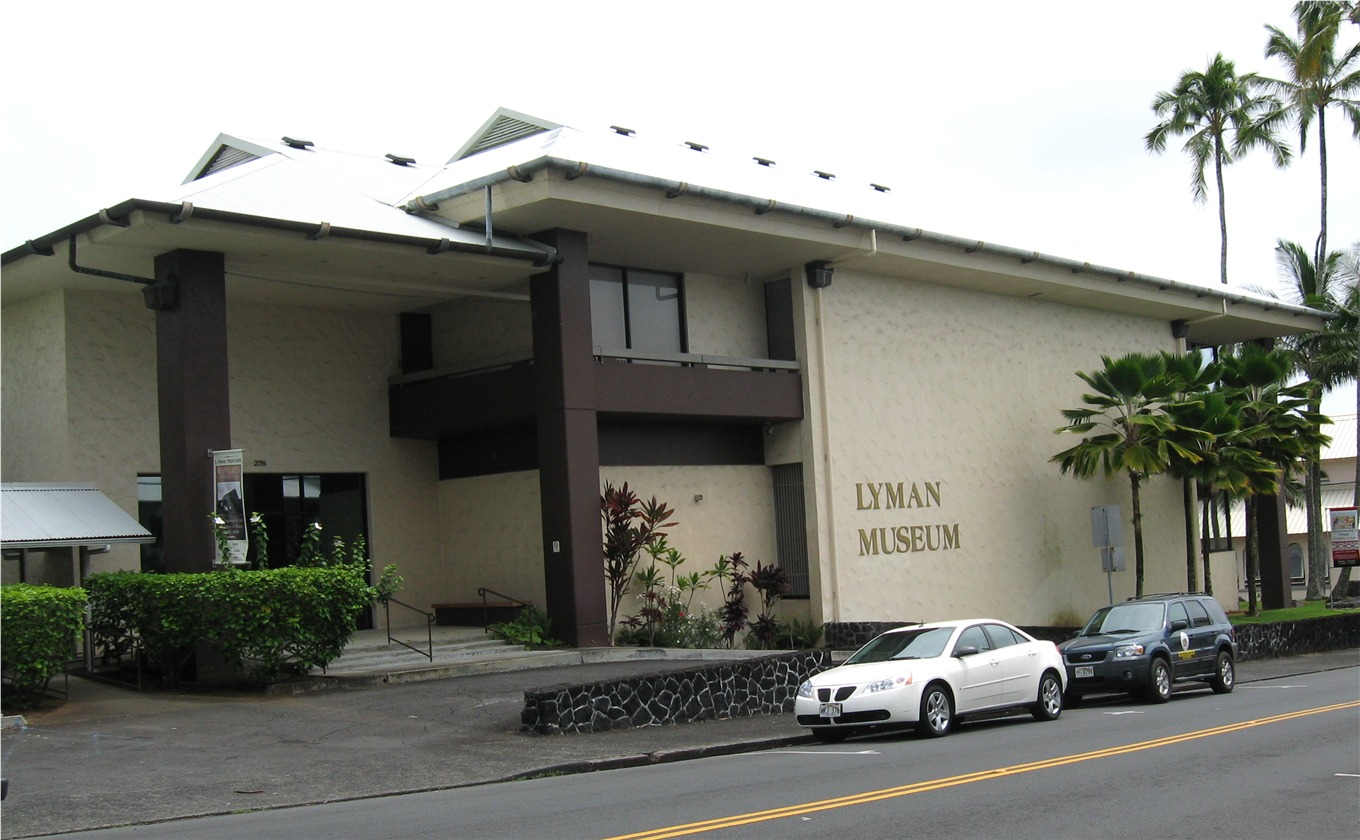
1960年代後半に近代的な博物館建物が追加

ライマン博物館（ライマンはくぶつかん、英語: Lyman Museum）は米国ハワイ州ハワイ島東部のヒロ地区にある自然史博物館で、もともと1838年に建てられたライマン宣教師のミッションハウス（家族の住居）で、1931年に博物館建物となった。主な展示物は1960年代に建てられた現代風の建物に移されたが、この家はハワイ島で最も古い木造の建物として見学できる。

## ミッションハウス
宣教師デビッド＆サラ・ライマン夫妻は、1832年に宣教団体のアメリカン・ボードから派遣されて、ハワイ島へ到着した。彼の家族が住んだ家はミッションハウスと呼ばれ、これはこの島に独特のコアの木とオヒアの木を使用して、ニューイングランド風の建築としてハワイ島で最初に建てられたものである。そこを訪問したゲストには、マーク・トゥエインとイザベラ・バードが含まれている。1854年から1859年にかけて、新しいハイリ教会が通りの向かい建てられ、以前は茅葺きの教会堂に取って替わった。
ミッションハウスは、1978年3月24日にアメリカ合衆国国家歴史登録財（番号：78001012）として登録された。住所は276 Haili Street, Hilo, HIで、座標は北緯19度43分18秒 西経155度5分28秒 / 北緯19.72167度 西経155.09111度座標: 北緯19度43分18秒 西経155度5分28秒 / 北緯19.72167度 西経155.09111度である。

## 博物館
ライマン宣教師の到着からほぼ1世紀後の1931年になって、彼らの子孫によって博物館が設立された。
1960年代後半に、ロシア生まれの建築家のウラジミル・オシポフ（Vladimir Ossipoff）の設計になる博物館が、ミッションハウスに隣接して建設された。これが完成後に展示物はそこへ移され、展示が拡大された。ハワイの文化に関する豊富な展示がある。貝殻や鉱物のコレクションなども有名で、オルリマン石の標本はオーランド・ハモンド・ライマン（1903–1986）の命名であり、彼は博物館の創設者のデビッド＆サラ・ライマン夫妻の孫に当たる。また、この博物館は2002年から、スミソニアン博物館の関連施設となっている。